# Epirhynchites martynovi
Epirhynchites martynovi is een keversoort uit de familie Rhynchitidae. De wetenschappelijke naam van de soort is voor het eerst geldig gepubliceerd in 1947 door Ter-Minassian.